# Amphorella hypselia
Amphorella hypselia е вид охлюв от семейство Ferussaciidae. Видът е уязвим и сериозно застрашен от изчезване.

## Разпространение
Разпространен е в Португалия (Мадейра).